# Coscinaraeidae
Coscinaraeidae es una familia de corales marinos, que pertenecen al orden Scleractinia, de la clase Anthozoa.
Cada cabeza de coral está formada por una colonia de pólipos genéticamente idénticos, que secretan un esqueleto de carbonato de calcio, lo que los convierte en importantes constructores de arrecifes de coral, como los demás corales hermatípicos del orden Scleractinia.
Dados los avances científicos, que posibilitan, tanto la exploración y recolección de especies, como los análisis filogenéticos moleculares, o las imágenes proporcionadas por el microscopio electrónico de barrido, asistimos a una permanente reclasificación de los clados taxonómicos. Debido a ello, tres de los géneros que pertenecen a Coscinaraeidae han estado enmarcados hasta hace muy poco tiempo en la familia Siderastreidae, siendo reclasificados por el Registro Mundial de Especies Marinas, sobre la base de recientes estudios, que los asignan a la familia Coscinaraeidae. No obstante, ni el Sistema Integrado de Información Taxonómica, ITIS, ni la Lista Roja de Especies Amenazadas de la UICN, han actualizado su taxonomía, manteniéndolos en la familia Siderastreidae.

## Géneros
El Registro Mundial de Especies Marinas acepta los siguientes géneros en la familia:
- Anomastraea Marenzeller, 1901
- Coscinaraea Milne Edwards & Haime, 1848
- Craterastrea Head, 1983
- Horastrea Pichon, 1971